# Monasterio de Gomionica
El Monasterio de Gomionica (en serbio: Манастир Гомионица, romanizado: Manastir Gominioca) es un monasterio ortodoxo serbio dedicado a la Presentación de María y situado en el pueblo de Kmećani, a 42 kilómetros al oeste de Bania Luka, República Srpska, Bosnia y Herzegovina. El monasterio es el centro espiritual de la región conocida como Zmijanje.

Fue fundada antes de 1536, aunque se desconoce la fecha exacta de su fundación. En las fuentes del siglo XVI se le conocía como Zalužje, mientras que su nombre actual proviene de un río cercano. En la segunda mitad del siglo XVI, los otomanos atribuyeron al abad del monasterio la actitud pacífica de la población de una amplia zona alrededor de Gomionica.

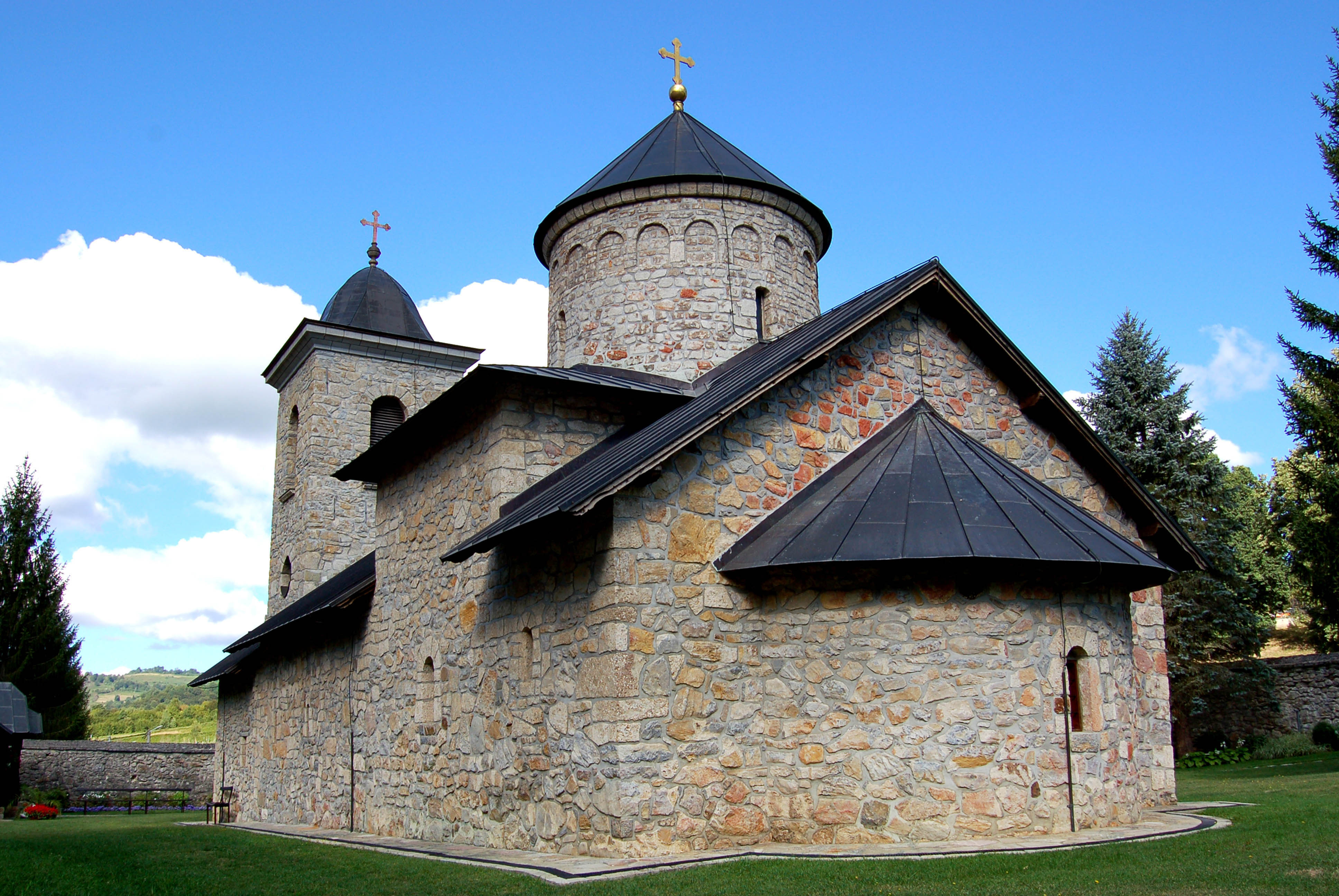

El monasterio pudo haber sido abandonado, al menos parcialmente, a finales del siglo XVII (después de la Gran Guerra Turca) y durante la década de 1730. La iglesia fue reformada varias veces durante los siglos XVIII y XIX. El escritor Petar Kočić asistió a la escuela primaria organizada en el monasterio. Fue gravemente dañado durante la Segunda Guerra Mundial, y su abad, Serafim Štrkić, fue asesinado en 1941 por el croata Ustaše, afiliado a los nazis.
Después de la guerra, Gomionica se convirtió en un monasterio femenino. En 1953 fue designado monumento cultural de Yugoslavia, y en 2006 fue proclamado Monumento Nacional de Bosnia y Herzegovina. El tesoro de Gomionica contiene iconos creados en los siglos XVI al XIX, así como manuscritos y libros impresos creados en los siglos XIV al XVII. El monasterio una vez poseyó una cruz tallada en madera es una plata dorada hecha en 1640, que más tarde estuvo en la colección privada de Thomas Gambier Parry y ahora se encuentra en el Instituto de Arte Courtauld.
El Monasterio de Gomionica fue designado por KONS como Monumento Nacional de Bosnia y Herzegovina el 20 de enero de 2006. 